# نبرد کافرقلعه (قاجاریان)
نبرد کافر قلعه در سال ۱۸۱۸ میان قاجاریان ایران و نیروهای امپراتوری درانی افغانستان رخ داد.
ایرانی‌ها هرات را در سال ۱۸۱۶ گرفته بودند اما هنگامی که افغان‌ها با جنگ شدید چریکی در حومه در برابر اشغال شهر مقاومت کردند، مجبور به ترک آن شدند. در سال ۱۸۱۸ فتحعلی‌شاه ایران پسرش محمدعلی میرزا را همراه با لشکری به هرات روانه کرد تا آن را بازپس گیرد. ایرانی‌ها از خراسان شروع به پیشروی کردند و اندکی پس از گذر از مرز در شهر کافرقلعه (اسلام‌قلعه کنونی) با افغان‌ها روبرو شدند. افغان‌ها در این نبرد پیروز شدند و ایرانیان عقب‌نشینی کردند. و در این جنگ ایرانیان زخمی های زیادی دادند به گونه که از فرماندهان ایران مانند جافرخان راکی مالملی نیز زخمی و جانباز شدند که بخاطر این جانبازی بعداً به ریاست قلعه فورگ منصوب شد